# HTC 7 Mozart
HTC 7 Mozart — смартфон производства компании HTC, работающий на операционной системе Windows Phone. Аппарат начал продаваться в Европе 21 октября 2010 года. Продажи HTC 7 Mozart в России начались 16 сентября 2011 года, став первым аппаратом на Windows Phone, доступным в России. В России смартфон поступил в продажу с обновлением операционной системы под кодовым названием «Mango» (Windows Phone 7.5), в котором появилась поддержка русского языка, сделав Россию первой в Европе, где начались продажи устройств с новым обновлением платформы.

## Описание
Смартфон представляет собой моноблок с алюминиевым корпусом с пластиковыми вставками и сенсорным дисплеем мультитач размером 3,7 дюйма. Работает HTC 7 Mozart на процессоре Qualcomm QSD8250 с частотой 1 ГГц, имеет 8 гигабайт внутренней памяти, 576 мегабайт оперативной памяти, съёмный аккумулятор на 1300 мАч. Аппарат имеет только основную камеру на 8 мегапикселей с ксеноновой вспышкой.
Производитель из-за отсутствия возможности модификации оболочки системы Windows Phone, вместо оболочки HTC Sense установил фирменный раздел (хаб) — HTC Hub. HTC Hub включает в себя прогноз погоды, конвертор, заметки, приложения для фото и звука. Также в Marketplace имеется отдельный раздел «HTC Apps», в котором доступны дополнительные приложения от HTC для бесплатного скачивания.